# AS Livorno Calcio
Associazione Sportiva Livorno Calcio este un club de fotbal din Livorno, Italia, care evoluează în Eccellenza Toscana B. Echipa își susține meciurile de acasă pe Stadio Armando Picchi cu o capacitate de 14.267 locuri.

## Jucători

### Lotul actual
Din 19 ianuarie 2010
| Nr. |           | Poziție | Jucător                                  |
| --- | --------- | ------- | ---------------------------------------- |
| 2   | Italia    | F       | Romano Perticone                         |
| 3   | Italia    | M       | Antonio Filippini                        |
| 4   | Columbia  | F       | Nelson Rivas (împrumutat de la Inter)    |
| 5   | Italia    | M       | Davide Marchini                          |
| 6   | Italia    | F       | Fabio Galante                            |
| 7   | Italia    | M       | Nico Pulzetti                            |
| 8   | Danemarca | M       | Martin Bergvold                          |
| 9   | Lituania  | A       | Tomas Danilevičius                       |
| 10  | Italia    | A       | Francesco Tavano (căpitan)               |
| 13  | Croația   | F       | Dario Knežević                           |
| 16  | Italia    | F       | Andrea Esposito (împrumutat de la Genoa) |
| 17  | Uruguay   | F       | Leonardo Miglionico                      |

| Nr. |          | Poziție | Jucător                                       |
| --- | -------- | ------- | --------------------------------------------- |
| 19  | Italia   | A       | Davide Di Gennaro (împrumutat de la Milan)    |
| 20  | Italia   | A       | Claudio Bellucci (împrumutat de la Sampdoria) |
| 21  | Italia   | M       | Davide Moro (împrumutat de la Empoli)         |
| 22  | Austria  | M       | Jürgen Prutsch                                |
| 24  | Brazilia | M       | Mozart                                        |
| 25  | Brazilia | P       | Rubinho (împrumutat de la Palermo)            |
| 44  | Italia   | F       | Alessandro Bernardini                         |
| 46  | Italia   | F       | Mirko Pieri                                   |
| 59  | Brazilia | F       | Marcus Diniz (împrumutat de la Milan)         |
| 77  | Italia   | M       | Cristian Raimondi                             |
| 87  | Italia   | M       | Luigi Vitale (împrumutat de la Napoli)        |
| 99  | Italia   | A       | Cristiano Lucarelli (împrumutat de la Parma)  |

## Împrumutați la alte echipe
| Nr. |           | Poziție | Jucător                            |
| --- | --------- | ------- | ---------------------------------- |
| 15  | Argentina | A       | Gastón Cellerino (la Celta Vigo)   |
| 18  | Italia    | F       | Federico Dionisi (la Salernitana)  |
| 22  | Italia    | F       | Alessandro Grandoni (la Gallipoli) |
| --  | Italia    | A       | Francesco Volpe (la Triestina)     |